# ريتشارد إورنغر
ريتشارد إورنغر (4 أبريل 1891 - 29 أغسطس 1953) كاتبًا ألمانيًا. على الرغم من نشاطه النشط في عشرينيات القرن العشرين، إلا أنه اشتهر بحياته المهنية في وقت لاحق، حيث كان مؤيدًا للنازيين. ربما يكون أشهر أعماله هو Als Flieger in zwei Kriegen، الذي نشره عام 1941. من عام 1950 نشر تحت الاسم المستعار فلوريان عامر.
ولد يورينغر في أوغسبورغ. ثم أصبح جنديًا وضابطًا، وفي الحرب العالمية الأولى جند كطيار، قضى وقتًا على الجبهة الغربية من 1914-1916. حارب إلى جانب الأتراك في سوريا وتولى بعد ذلك منصب قائد مدرسة الطيران في ليشفيلد، بافاريا. في السنوات المضطربة بعد الحرب، أصبح أحد أوائل أعضاء الحزب النازي. بعد الحرب اهتم بالكتابة، ونشر العديد من الكتب. 
ابتداء من عام 1931، أصبح مراسلًا سياسيًا وثقافيًا لصحيفة
فولكشر بيوباختر، وهي صحيفة نازية. في عام 1933، جذب عمله Deutsche Passion انتباه جوزيف جوبلز، واكتسبه لأول مرة اهتمامًا وطنيًا. في عام 1933، أصبح أيضًا مديرًا للمكتبات في إيسن. وبهذه الصفة، حدد 18000 عمل لا يتوافق مع الأيديولوجية النازية، والتي تم حرقها علنًا نتيجة لذلك. في عام 1934 أصبح عضوا في المجالس الاستشارية للكتابة والبث في الرايخ. بعد عام 1936، عمل ككاتب مستقل.